# 尤季诺沃农村居民点
尤季诺沃农村居民点（俄语：Юдиновское сельское поселение）是俄罗斯联邦布良斯克州波加尔区所属的一个农村居民点。其下辖有7个居民点，行政中心为尤季诺沃。据2015年统计，该农村居民点的人口为1463人。